# Gustav von Johnston

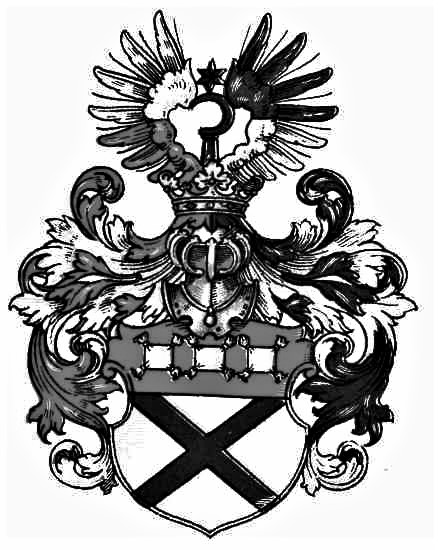
Wappen von Johnston

Gustav Sebastian Alexander von Johnston und Kroegeborn (* 23. Dezember 1869 in Breslau, Provinz Schlesien; † 2. Februar 1933 in Sadewitz, Landkreis Breslau) war ein deutscher Rittergutsbesitzer und Hofbeamter.

## Leben
Gustav von Johnston war Sohn des Königlichen Majors a. D. Mortimer von Johnston (* 5. Oktober 1839; † 1. Januar 1909) und der Pauline geborene von Kramsta (* 18. Oktober 1845). Nach dem Besuch der Gymnasien in Breslau und Jauer studierte er an der Rheinischen Friedrich-Wilhelms-Universität Bonn Rechtswissenschaften. 1891 wurde er Mitglied des Corps Borussia Bonn und trat als Offizieranwärter in das Leib-Kürassier-Regiment „Großer Kurfürst“ (Schlesisches) Nr. 1 ein. Sein letzter Dienstgrad war Major. Er wurde Besitzer der Rittergüter Sadewitz und Zweibrodt im Landkreis Breslau. Von Johnston war Landesältester und Königlicher Kammerherr.

### Familie
Er heiratete Elisabeth von Kalckreuth zu Kurzig (* 18. Dezember 1882). Das Paar hatte zwei Töchter und vier Söhne:
- Herta Elisabeth Beate (* 1902) ⚭ 10. April 1923 Hans Christoph von Wietersheim-Kramsta (1899–1978); Großneffe von Marie von Kramsta. Sie übertrug ihm 1915 den Familienfideikommiss Wirrwitz, Krolkwitz und Neuen. 1916 schenkte sie ihm die Güter Muhrau und Grunau im Landkreis Striegau. Nach Maries Tod 1923 erbte er Puschkau, Tschechen, Niklasdorf und Preilsdorf.
- Mortimer Alexander Gustav (* 1903)
- Wilhelm Leopold Harry Sebastian (* 1905)
- Johanna Sebastiane (* 1907)
- Harry-Ferdinand Rudolf Sebastian (1910–1956)
- Georg Rudolf Remus Sebastian (* 1919)